# 台灣唱片公司列表
此列表列出台灣現有／結業／合併／改名的唱片公司。

## 現存國際唱片公司
- 索尼音樂
- 環球音樂
- 華納音樂
- 愛貝克思
- 波麗佳音

## 現存其他本地唱片公司

### 主要唱片公司
- 滾石唱片
  - 風雲唱片
  - 息壤音樂
- 福茂唱片
  - 老鷹音樂
- 華研國際音樂
- 海蝶音樂
- 豐華唱片
- 擎天娛樂
- 亞神音樂
- 何樂音樂
- 種子音樂
- 相信音樂
- 杰威爾音樂
- 喜歡音樂
- 寰亞音樂
- 太陽娛樂文化
- 阿爾發音樂
- 宏將多利安
- 彎的音樂
- 角頭音樂
- 禾廣娛樂
- 典選音樂
- 風潮音樂
- 亞洲唱片
- 小白兔唱片
- 金革唱片
- 華特音樂
- 豪記唱片
- 乾坤影視
- 東聲唱片
- 禧多唱片
- 晴美唱片
- 時代創藝
- 貴族唱片
- 鋒林音樂
- 美樂帝音樂
- 參拾柒度製作有限公司
  - 野火樂集
- 杰思國際娛樂
- 米樂士娛樂
- 原音兄弟
- 音圓唱片
- 唯有音樂
- 柏樂文化事業有限公司
- 太極音樂有限公司
- 晸鴻唱片
- 陶山音樂

### 現有歌手或音樂人自立門戶設立品牌

#### 歌手
- 凱聲影音──許富凱
- 喜得音樂──張宇
- 杰威爾音樂──周杰倫
- 凌時差音樂──蔡依林
- 蘇打綠有限公司──蘇打綠
- Make Music──孫燕姿
- CCL──李玟
- 軒亞國際娛樂──蕭亞軒
- 樹與天空娛樂──楊丞琳
- 創造力娛樂──羅志祥
- 果核音樂──黃韻玲
- 炫音音樂──林志炫
- 泡耳音樂──藍又時
- 美夢成真音樂──齊秦
- 茹聲工作室──許茹芸
- 聲動娛樂──張惠妹
- 好小氣音樂工作室──陳綺貞
- 新樂園──陳昇
- 超凡音樂、王傑工作室──王傑
- 蚱蜢音樂工作室──李恕權
- 旋風音樂──趙傳
- 蘇活工作室──齊豫
- 翠禧音樂──黃鶯鶯
- 越石音樂──潘越雲
- 藍色鯨魚工作室──藍心湄
- 樂之殿音樂、美夢辰真國際娛樂──潘美辰
- 駿馬客工作室──王中平、余皓然
- 哈薩亞琪、一起娛樂──周傳雄
- 解析音樂──張洪量
- 橙果音樂──蕭賀碩
- 大紅音樂—張鳳鳳
- 金音符唱片──甄妮
- 金立海娛樂──黃品源
- 好普音樂──伊能靜
- 吳奇隆工作室──吳奇隆
- 陳志朋工作室──陳志朋
- 蘇有朋工作室──蘇有朋
- 客立客娛樂──張克帆
- 吉米工作室、領速企業──林志穎
- 不動心娛樂──孫協志
- 育恆工作室──姜育恆
- 兩把刷子音樂工作室──張鎬哲
- 吃草的魚音樂工作室──范曉萱
- 哈林音樂產房──庾澄慶
- FX Touch Limited──費翔
- 偉大文化──陶喆
- 宏聲音樂──王力宏
- 凡人音樂──凡人二重唱
- 達騰娛樂──何潤東
- 迪克牛仔音樂工作室──迪克牛仔
- 錞藝音樂──李聖傑
- 音思拜耳音樂工作室──JS（陳忠義、陳綺萱）
- 黑天使製作──陳建州、范瑋琪
- 嘉瑪音樂──吳宗憲
- 青田音樂──林隆璇
- 潮水音樂──張信哲
- 光音工作室──趙詠華
- 天空音樂──伍思凱
- 十日譚音樂──黃舒駿
- 麻吉娛樂──黃立成
- 音浪文化──黃立行
- 大樂音樂企業社──陳珊妮
- 風花雪月音樂工作室──周治平
- 爵隊製作──嚴爵
- 良聲訂做有限公司──林子良
- 夢不落創意工作室──潘裕文
- 就是俊傑音樂──林俊傑
- 妮樂佛音樂工作室──戴佩妮
- 風流女生工作室──彭佳慧
- 萊茯音樂──林曉培
- 晴水音樂──傅薇
- 嵐圖音樂──溫嵐
- 天涵音樂──張韶涵
- 和群娛樂──吳克群
- 相信音樂──五月天
- 長興影視──白冰冰
- 勁樺娛樂有限公司──陳嘉樺
- 樂來樂好有限公司──田馥甄
- 任真美好有限公司──任家萱
- 大國翼星娛樂、量能文創──彭康育
- 星娛音樂──光良
- 耀聲音樂──韋禮安
- 天晴娛樂──王心凌
- 愛莉亞唱片──蔡振南
- 火氣音樂──滅火器樂團
- 馬槽音樂——謝和弦

#### 音樂人
- 泛亞龍族音樂──涂惠源
- 藝是娛樂──包小松、包小柏
- 鐵碗音樂──陳偉
- 無限延伸音樂、魔耳國際娛樂──陳建寧
- 林暐哲音樂社—林暐哲
- 敬業音樂──李宗盛
- 大聲音樂—吳大衛
- 陶山音樂──陶山
- 果果音樂──林國榮
- 也是音樂—季忠平
- 跳蛋工廠──阿弟仔、畢國勇、小安
- 大無限娛樂──許常德
- 喜歡音樂──陳子鴻
- 八格音樂──小蟲
- 認真工作室──陳信宏
- 蒙斯特工作室──溫尚翊
- 神奇鼓娛樂──劉冠佑
- 繆絲音樂──蔡昇晏
- 頭石問路──石錦航
- 大熊星娛樂──姚謙
- 添翼創越工作室──鍾成虎
- 銀翼文創有限公司、forgood 好多音樂──陳建騏
- 可登唱片──陳復平
- 雅鸝唱片──賴清木（穎川）
- 百福娛樂──廖偉志
- 影子計劃有限公司──影子計劃
- 柏樂文化事業有限公司──何宗霖

## 現存非獨立品牌
- 環球音樂
  - 上華唱片
  - 百代唱片
- 華納音樂
  - 飛碟唱片
  - 金牌大風
- 滾石唱片
  - 風雲唱片
- 貴族唱片
  - 酷客唱片
- 豪記唱片
  - 上豪視聽
  - 豪聲唱片
  - 百分比音樂

## 已結業/合併非獨立品牌
- 寶麗金／環球唱片
  - 寶麗多（Polydor）
  - 飛利浦（Phillips）
  - 小島音樂（Treasure Island）（1995年7月由周治平及哥哥周建平與寶麗金合資設立）
  - 台灣正東唱片（1996年7月由香港正東唱片在台與開麗創意組合合資設立）

- 滾石唱片
  - WOW MUSIC
  - 電星（E-Star）
  - 音樂田
  - 中國火
  - 大海嘯
  - 龍捲風音樂（twister music）
  - 戰國音樂
  - 火山音樂
  - 火星基地
  - 音商行音樂（林國榮主導品牌）
  - 魔岩唱片
  - 音樂時代（1997-2003，由楊忠衡主導之非主流音樂品牌）
  - 音樂工廠（1990-1999，羅大佑主導品牌）
  - 王者之劍（小蟲主導品牌）
  - 音樂殿堂（趙傳主導品牌）
  - 基力音樂（黃國倫主導品牌）
  - 新石器樂園
  - 全美唱片
  - 銘聲製作
  - 光美唱片
  - 天下唱片
  - 天王唱片
- 滾石移動
  - 美妙音樂

## 已不再製作新唱片的台灣唱片公司
- 友善的狗
- 海山唱片
- 海苔娛樂唱片

## 已合併／被收購的台灣唱片公司
- BMG博德曼音樂──2004年與台灣新力音樂合併為新力博德曼（現台灣索尼音樂娛樂）
  - 藝能動音
  - 巨石音樂
  - 金點唱片

- 寶麗金──1999年與環球音樂合併。
  - 飛羚唱片
  - 齊飛唱片
  - 金聲唱片
  - 東尼機構
  - 綜一唱片

- 上華唱片──2000年與環球音樂合併。
  - 上格唱片
  - 華星唱片
  - 東方唱片

- 科藝百代──2009年由金牌娛樂收購，更名為金牌大風。2014年被華納音樂集團收購。
  - 點將唱片 (1996年由科藝百代收購）
  - 維京音樂
  - 國會音樂
  - 伊世代娛樂
    - 俠客唱片──2003年與伊世代娛樂合併

- 阿爾發音樂──2002年由好樂迪集團收購
  - 亞律音樂
  - 動能音樂
  - 純兒音樂
  - 有魚音樂
  - 摩迪音樂

- 大國翼星娛樂──與大國文化集團合併
- 大國大熊星娛樂──與大國文化集團合併
- 新格唱片──與滾石唱片合併
- 大宇國際唱片──與新力音樂合併
- 大旗唱片──與華特音樂合併

- 立得唱片──與瑞星唱片合併
- 精實出版──與友善的狗合併
- 派森唱片──與友善的狗合併
- 奇花音樂──與現代派唱片合併

## 已撤出台灣市場的台灣唱片公司
- 歌萊美唱片
  - GMM 8866
  - O O MUSIC
  - 打開音樂（與BMG合資設立）
  - 純兒音樂（與好樂迪集團合資設立，2004年被收購併入阿爾發音樂）
  - 素人音樂

## 已改名的台灣唱片公司
- 科藝年代──1998年更名為千禧年代
- 宇宙國際音樂──2001年易名為華研國際音樂
- 稻草人娛樂製作──2003年易名為新亞洲娛樂集團
- 艾迴唱片──2009年易名為愛貝克思
- 非常喜實業──1999年易名為常喜音樂，2005年再更名為倍特音樂，2010年再更名為貝特音樂

## 已結業／清盤的台灣唱片公司
- 現代派唱片──歌曲版權由中心點娛樂擁有
- 創世季音樂
- 千里馬唱片
- 有容唱片──歌曲版權由大禾國際傳媒擁有
- 齊威唱片
- 上峰音樂
- 藝盒密碼
- 大滾音樂──歌曲版權由福茂唱片擁有
- 神采音樂──歌曲版權由福茂唱片擁有
- 德州唱片──歌曲版權由老鷹音樂擁有
- 吾耳族傳播──歌曲版權由老鷹音樂擁有
- 大步音樂──歌曲版權由老鷹音樂擁有
- 紅橘子娛樂──歌曲版權由老鷹音樂擁有
- 天際唱片
- 麥琦唱片
- 麥羅唱片
- 揚聲唱片
- 巨翼唱片
- 藍天唱片
- 鴻谷唱片
- 騰祥唱片
- 坎城唱片
- 捷登唱片
- 新兄弟音樂
- 真音社音樂
- 代言者音樂
- 鄉城唱片
- 飛鷹唱片──歌曲版權由夢田音樂擁有；錄音版權由華納音樂代理
- 音商行唱片
- 藍與白唱片──歌曲版權由宏揚國際擁有
- 超音波唱片
- 金瓜石音樂
- 名將音樂──歌曲版權由英皇娛樂擁有
- 東方魅力
- 加際唱片──歌曲版權由映藝音樂擁有
- 威聚國際──歌曲版權由量能翼星擁有
- 高動力唱片
- 水晶唱片
- 千禧年代──歌曲版權由天熹娛樂擁有
- 創意唱片
- 真善美唱片──歌曲版權由飛躍藝人工作室擁有
- 麗歌唱片
- 鈴鈴唱片
- 美樂唱片
- 遠東唱片
- 虎威王朝音樂
- 貝特音樂──歌曲版權由闊思音樂擁有
- 吉馬唱片
- 大信唱片
- 振揚影音
- 風和日麗唱片行
- 前衛花園唱片
- 歌林唱片──錄音版權由宏揚國際代理
- 瑞星唱片──錄音版權由宏揚國際代理
- 後台音樂娛樂
- 芮河音樂